# Mermitelocerus schmidtii

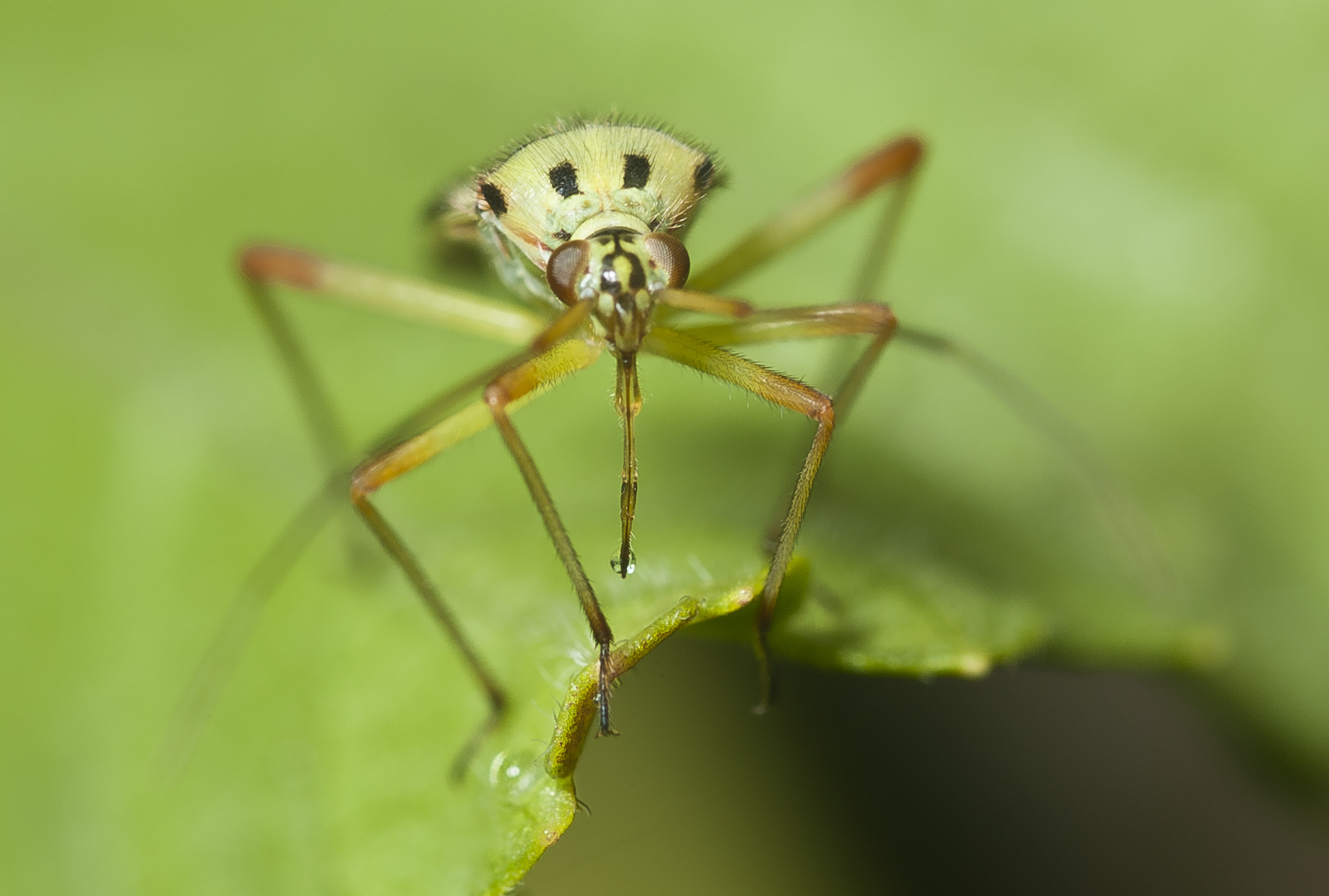
Frontansicht

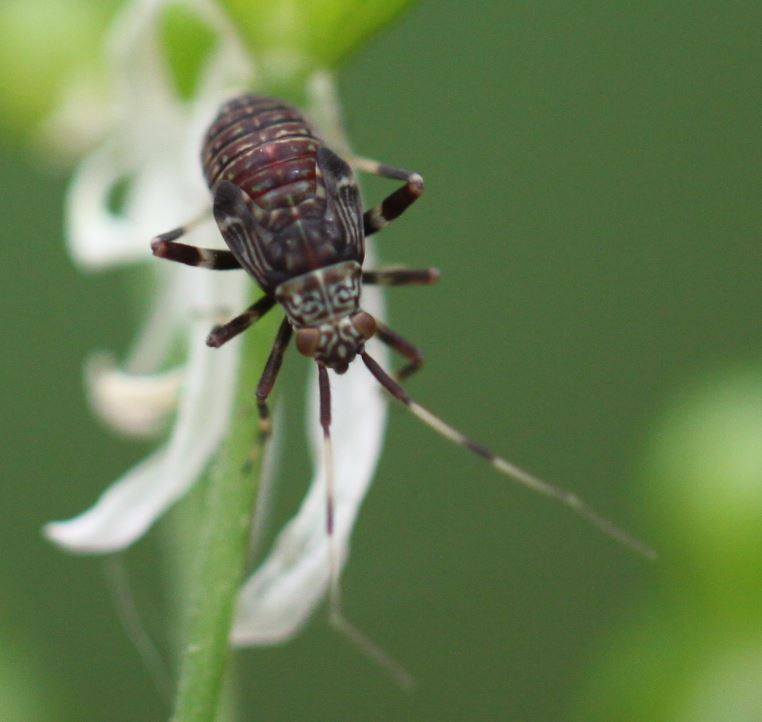
Nymphe im 5. Stadium

Mermitelocerus schmidtii, auch Eschen-Schmuckwanze und Schmidts Schmuckwanze genannt, ist eine Wanzenart aus der Familie der Weichwanzen (Miridae).

## Merkmale
Die überwiegend hellgrün oder gelblich gefärbten Wanzen werden 7,4 bis 8 Millimeter lang. Der Kopf weist eine schwarze Musterung auf. Auf dem Halsschild befinden sich zentral zwei schwarze Flecke. Die Halsschildbasis ist schwarz. Am seitlichen Halsschildrand befindet sich unweit der Halsschildbasis jeweils ein schwarzer Fleck. Über das Schildchen verläuft unweit der Basis ein schwarzer Querstrich, von welchem mittig ein schwarzer Längsstrich zur Schildchenspitze führt. Über das Corium verlaufen mehrere dunkle Längsstriche. Der Cuneus ist mit Ausnahme der dunklen Spitze hellgrün. Die Membran ist bräunlich gefärbt. Die Fühler sind überwiegend grünlich gefärbt. Das apikale Ende des zweiten Fühlergliedes ist verdunkelt. Die Beine sind überwiegend grünlich gefärbt. Die apikalen Enden der Femora sind gelbrot. 
Die Nymphen im fünften und letzten Stadium besitzen einen überwiegend dunkelroten Hinterleib, der von den noch nicht voll ausgebildeten Flügeln nur an der Basis bedeckt wird. Halsschild und Kopf weisen eine markante dunkelbraun-schwarze Musterung auf. Die dunkelbraun-schwarzen Femora weisen ein weißliches Band auf. Die Basis der ansonsten weißlichen Tibien ist schwarz. Die Fühler sind überwiegend weiß. Das erste Fühlerglied sowie das apikale Ende des zweiten Fühlergliedes sind schwarz.

## Verbreitung
Mermitelocerus schmidtii kommt in der Paläarktis vor. In Europa erstreckt sich das Verbreitungsgebiet über Mittel-, Süd- und Südosteuropa. Im Norden reicht das Vorkommen bis nach Dänemark. Auf den Britischen Inseln, auf der skandinavischen Halbinsel sowie auf der Iberischen Halbinsel fehlt die Art offenbar. Nach Osten reicht das Vorkommen von Mermitelocerus schmidtii über die Karpaten und den Kaukasus bis nach Zentralasien.

## Lebensweise
Die Imagines beobachtet man von Anfang Juni bis Mitte Juli. Die Nymphen erscheinen im Mai. Die Art ist univoltin und überwintert als Ei. Den typischen Lebensraum der Art bilden Auwälder. Die Wanzen halten sich meist auf Laubbäumen auf, insbesondere Gemeine Esche, Kreuzdorn, Ulme, Hasel und Ahorn. Die Wanzen ernähren sich zoophytophag. Sie saugen an verschiedenen kleinen Gliederfüßern wie Blattläusen und deren Larven.

## Taxonomie
In der Literatur findet man folgende Synonyme:
- Calocoris schmidtii (Fieber, 1836)
- Phytocoris schmidtii Fieber, 1836

## Belege